# Cantone di Urdaneta
Il cantone di Urdaneta è un cantone dell'Ecuador che si trova nella provincia di Los Ríos.
Il capoluogo del cantone è Catarama.